# Arisztídisz Konsztandinídisz
Arisztídisz Konsztandinídisz (?–?) olimpiai bajnok görög kerékpárversenyző.
Először az 1896. évi nyári olimpiai játékokon indult 3 kerékpárversenyen a 6-ból. Mezőnyfutamban olimpiai bajnok lett. 10 km-es pálya-kerékpározásban 5. lett, míg a 100 km-es futamot 16 km-nél feladta.
Az 1906. évi nyári olimpiai játékokra visszatért, amit utólag nem hivatalos olimpiának nyilvánított a NOB. Országúti versenyben és 20 km-es futamban indult. Egyikben sem nyert érmet.